# Divinefire
Divinefire ist eine christliche Symphonic-Metal-Band, die 2004 von Jani Stefanovic und Christian Liljegren (ehemals Sänger von Narnia) gegründet wurde. Mit vielen melodisch-extremen Elementen wird Divinefire auch zum Melodic Death- bzw. Melodic Extreme Metal gezählt. Divinefire löste sich 2008 mit dem Abschlussalbum Farewell auf. 2010 haben sich der ehemalige Narnia-Sänger Germán Pascual, Christian Liljegren und Jani Stefanovic wieder zusammengeschlossen und somit die Band Divinefire neu gegründet. 2011 erscheint Eye of the Storm als das erste Album mit neuer Besetzung.
Die Band steht beim japanischen Label King Records unter Vertrag, der Vertrieb in den westlichen Ländern erfolgt über Christian Liljegrens eigenes Label Christian Music Sweden.
Wegen der recht dünnen Besetzung sind auf den Alben häufig Gastmusiker befreundeter Bands zu hören.

## Geschichte
Die Band entstand im Frühling 2004 als Jani Stefanovic, auf der Suche nach einem Plattenvertrag für seine damalige Band Renascent, Christian Liljegren, den Inhaber des Plattenlabels Rivel Records (heute Christian Music Sweden) und Frontsänger der schwedischen Melodic-Metal-Combo Narnia, kontaktierte und diesem ein Demotape zukommen ließ. Liljegren, der von Stefanovics Aufnahmen begeistert war, gründete daraufhin mit diesem, unter Hinzuziehung des Bassisten Andreas Olsson, das Projekt Divinefire.
2004 wurde das erste Album Glory Thy Name aufgenommen. Jani Stefanovic komponierte die Musik und spielte Gitarren, Schlagzeug und Keyboard ein, Christian Liljegren schrieb die Texte, Andreas Olsson half außerdem bei den Gesangs-Arrangements. Zudem wurden für die CD viele Gastmusiker engagiert. Das Album erschien Dezember 2004 in Japan und Südasien über King Records; Januar 2005 erschien das Album in Europa über Christian Liljegrens eigenes Label Rivel Records.
Gleichzeitig begannen sie schon mit den Arbeiten für das zweite Album Hero, das September 2005 in Asien und November 2005 in Europa erschien. Dieses Album folgte dem Stil von Glory Thy Name, verwendete aber noch mehr symphonische Elemente und enthielt außerdem eine Cover-Version des Queen-Hits Show Must Go On.
Im Herbst 2005 stellte die Band ein live-taugliches Line-up zusammen und spielte Konzerte in Japan sowie auf dem Nordic Fest (Norwegen). Das dritte Album Into a New Dimension erschien im September 2006 in einer speziellen Edition in Japan und im November 2006 im Rest der Welt.
2008 erschien mit Farewell das bis 2011 letzte Album der Band. Die Band löste sich auf, tat sich aber 2010 mit neuer Besetzung wieder zusammen.
Neben Divinefire spielt Jani Stefanovic noch in den Bands Miseration und Essence of Sorrow. Zudem spielte er Gitarren auf dem dritten Album von Crimson Moonlight. Andreas Olsson spielte neben Divinefire bei Narnia sowie in der Band von Rob Rock.

## Stil
Die Gruppe spielt Power Metal mit sowohl melodischen als auch aggressiveren Elementen. Die Tempi sind teilweise sehr schnell, die Gitarrensoli sind eher technisch. Keyboards und sinfonische Elemente sind dominant. In den neueren Album mischen sich zudem Elemente des Progressive Metals unter. Im neuesten Album Eye of the Storm tauchen in Liedern wie To Love and Forgive auch Elemente auf, die dem Mittelalter-Metal zuzuordnen sind. Die Texte behandeln ausschließlich christliche Inhalte und orientieren sich stark am White Metal der 1980er Jahre.

## Diskografie
- 2005: Glory Thy Name
- 2005: Hero
- 2006: Into a New Dimension
- 2008: Farewell
- 2011: Eye of the Storm